# Oberstdorf
Oberstdorf – uzdrowiskowa gmina targowa w południowych Niemczech, w kraju związkowym Bawaria, w rejencji Szwabia, w regionie Allgäu, w powiecie Oberallgäu. Leży w Alpach Algawskich, na wysokości 813 m n.p.m. Według stanu na 31 grudnia 2019 zamieszkana przez 9696 osób.
Znany ośrodek sportów zimowych (m.in. jedno z miast organizujących Turniej Czterech Skoczni). Znajduje się tam skocznia Schattenbergschanze oraz mamucia skocznia narciarska Heini-Klopfer-Skiflugschanze. Miejscowość ta trzykrotnie była organizatorem mistrzostw świata w narciarstwie klasycznym: w latach 1987, 2005 i 2021.
W mieście zlokalizowana jest stacja kolejowa Oberstdorf. Na terenie gminy znajduje się wioska Birgsau, w czasie II wojny światowej jeden z podobozów koncentracyjnych Dachau.

## Polityka
Wójtem gminy jest Klaus King, w radzie gminy zasiadają 24 osoby.
|      | CSU | SPD | FW | Zieloni | Unabhängige Oberstdorfer Liste | FDP | Razem |
| 2008 | 8   | 2   | 7  | 2       | 4                              | 1   | 24    |
| 2002 | 10  | 2   | 6  | 1       | 4                              | 1   | 24    |

## Urodzeni w Oberstdorfie
- Karl Geiger – niemiecki skoczek narciarski
- Katharina Schmid – niemiecka skoczkini narciarska

## Galeria

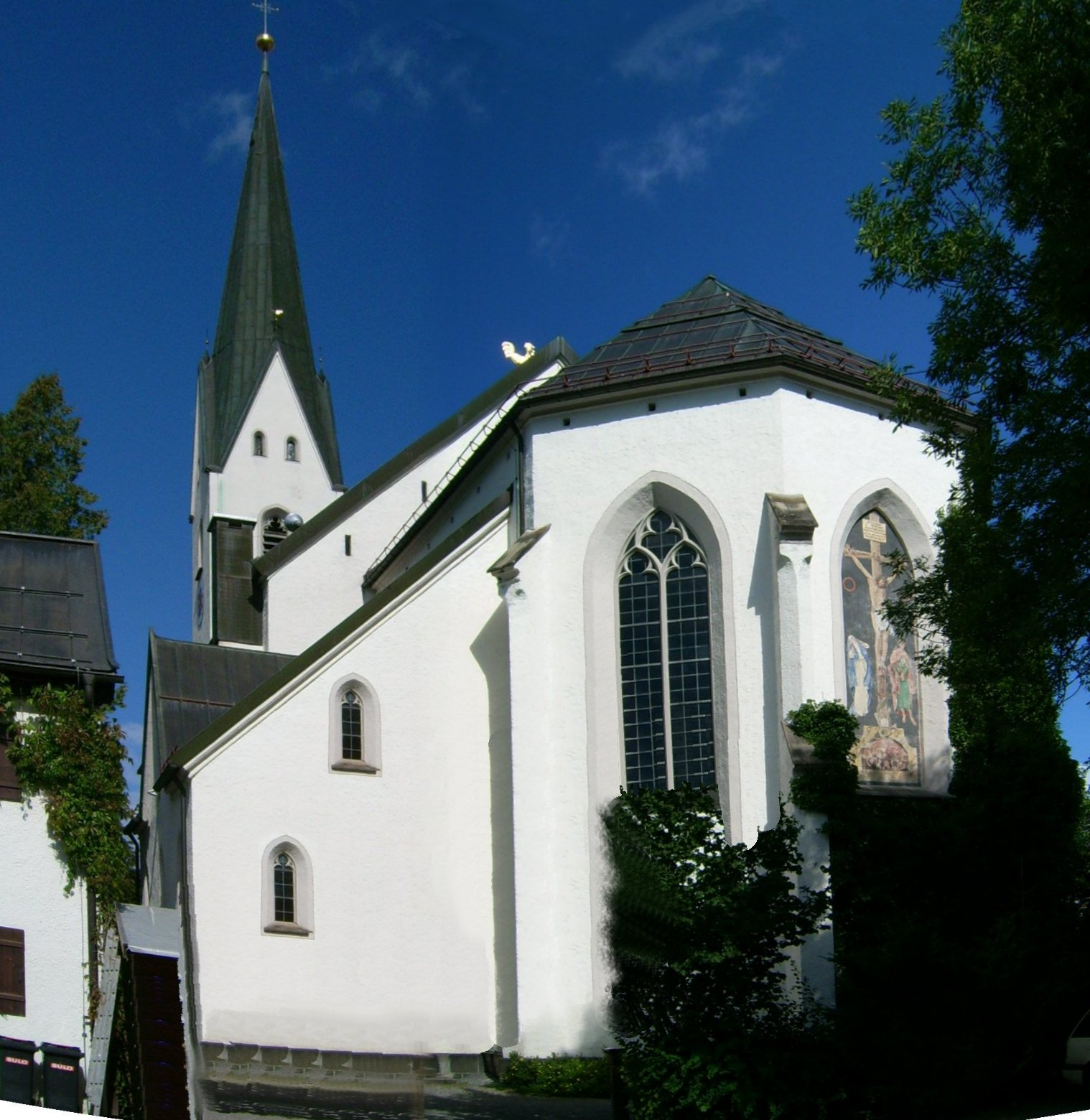
Kościół pw. św. Jana Baptysty (St. Johannes Baptist) w Oberstdorfie
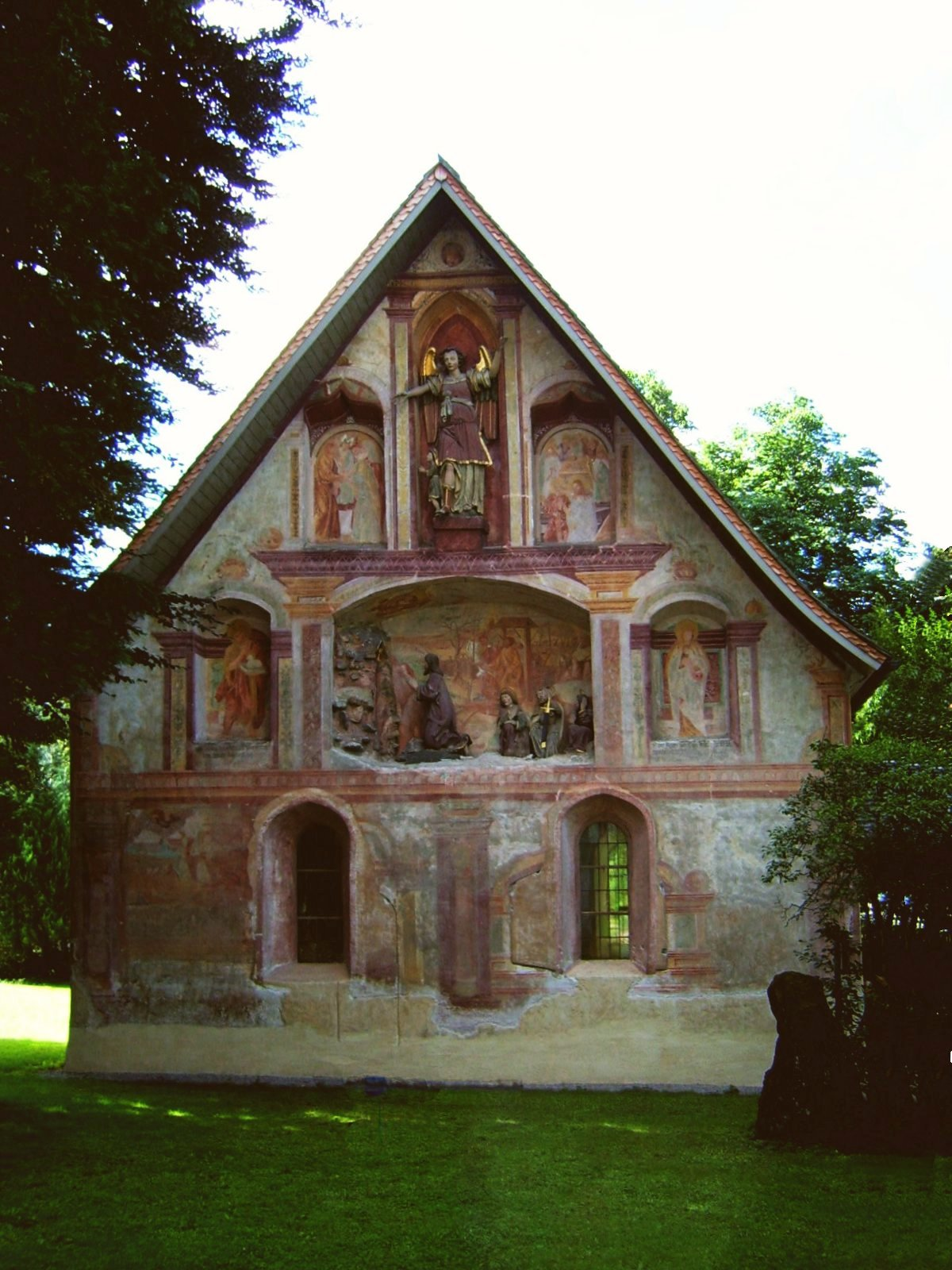
Kaplica
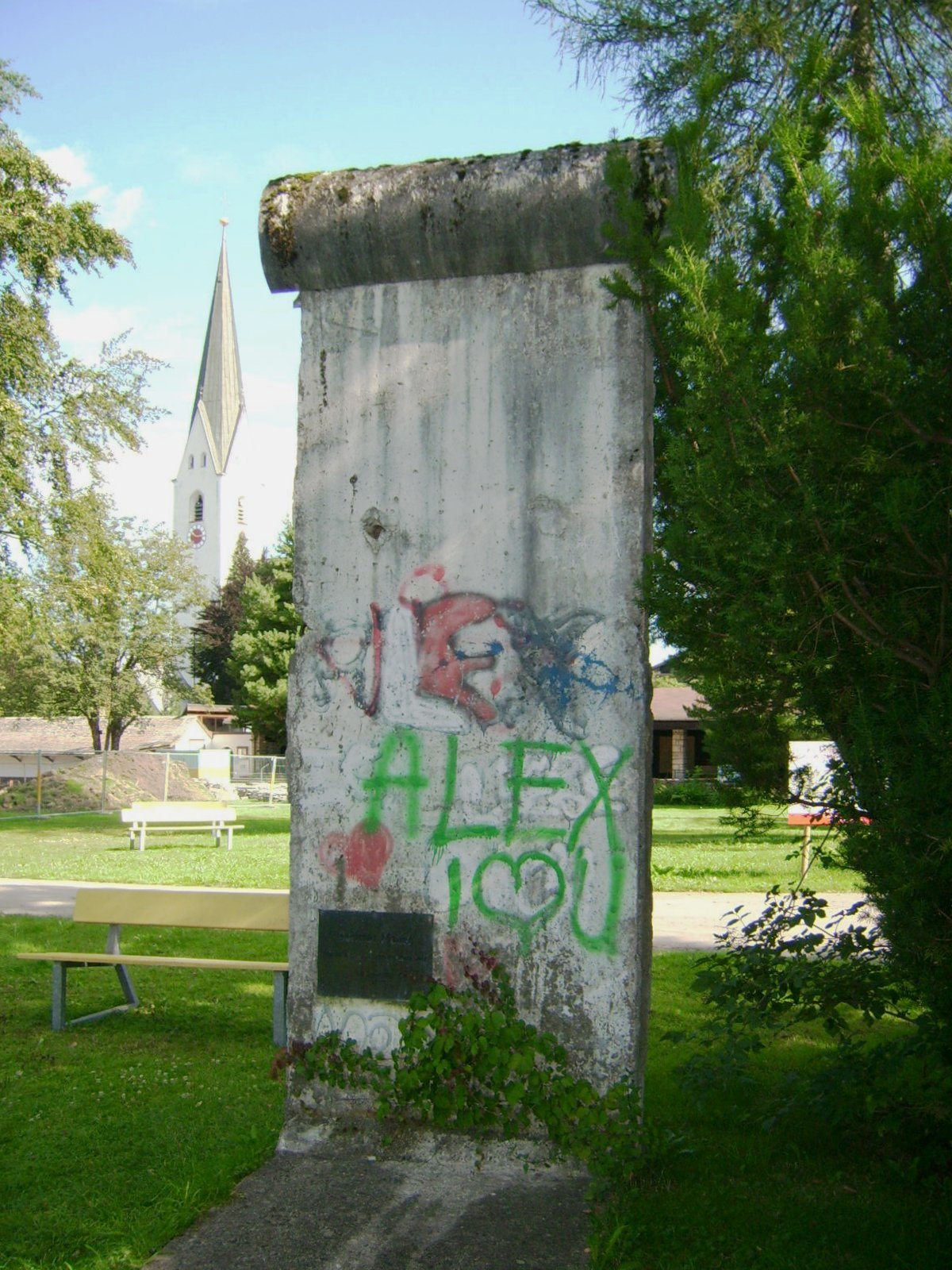
Mur Berliński